# Montréverd
Montréverd é uma comuna francesa na região administrativa do País do Loire, no departamento da Vendeia. Estende-se por uma área de 48.47 km². Em 2010 a comuna tinha 3 789 habitantes (densidade: 78,2 hab./km²).
Foi criada em 1 de janeiro de 2016, a partir da fusão das antigas comunas de Saint-André-Treize-Voies, Mormaison e Saint-Sulpice-le-Verdon.